# 75-я гвардейская бригада управления
75-я гвардейская бригада управления (сокр. 75 гв. бру, в/ч 01229) — тактическое соединение Сухопутных войск Российской Федерации. Соединение находится в составе 36-й общевойсковой армии Восточного военного округа с пунктом постоянной дислокации в городе Улан-Удэ.
27 марта 2024 75-й бригаде управления присвоено почётное наименование «гвардейская» за массовый героизм и отвагу, стойкость и мужество проявленные личным составом бригады в боевых действиях по защите Отечества и государственных интересов в условиях вооружённых конфликтов.

## История
75-я бригада управления ведёт историю от 175-го отдельного полка связи (в/ч 01229) Советской армии. 175-й отдельный полк связи создан в 1976 году параллельно с развёртыванием 36-й общевойсковой армии в Забайкальском военном округе, которую создали согласно директиве Генерального штаба от 11 марта 1976 года №453/1/00176.
В советский период 175-й отдельный полк связи базировался в г. Борзя в Читинской области.